# STINAPA Bonaire
STINAPA Bonaire ou Fondation des parcs nationaux de Bonaire (néerlandais : Stichting Nationale Parken Bonaire) est une organisation non gouvernementale chargée de la gestion des parcs nationaux de Bonaire dans les Caraïbes néerlandaises. STINAPA est membre de la Dutch Caribbean Nature Alliance (en).
STINAPA Bonaire fut créée à la fin des années 1980 pour succéder sur l'île à la STINAPA N.A. ( Stichting Nationale Parken Nederlandse Antillen ). Cette fondation avait été établie en 1962 pour protéger et gérer l'environnement dans les Caraïbes néerlandaises. Ses premières activités débutèrent à Bonaire par la création en 1969 du parc national Washington Slagbaai. Le parc national marin de Bonaire fut également mis en place la même année. Ensuite, d'autres projets furent lancés sur les différentes îles, notamment à Curaçao et Saba, et chaque île se vit dédier sa propre fondation à la fin des années 1980.

## Sources
- (en) Cet article est partiellement ou en totalité issu de l’article de Wikipédia en anglais intitulé « STINAPA Bonaire » (voir la liste des auteurs).